# Сімоцуке (Тотіґі)

36°23′14″ пн. ш. 139°50′32″ сх. д. / 36.38722° пн. ш. 139.84222° сх. д.
Сімо́цуке (яп. 下野市, さくらし, МФА: [ɕimot͡su̥ke ɕi̥]) — місто в Японії, в префектурі Тотіґі.

## Короткі відомості
Розташоване в південній частині префектури. Виникло на базі прихрамового поселення біля стародавнього буддистського монастиря Кокубундзі. В середньовіччі перетворилося на постоялі містечка Ісібасі та Коґаней на Ніккоському шляху. Утворене 10 січня 2006 року шляхом злиття містечок Мінамі-Каваті, Ісібасі та Кокубундзі. Основою економіки є сільське господарство. Станом на 1 жовтня 2008 площа міста становила 74,58 км². Станом на 1 січня 2009 населення міста становило 59 521 осіб.